# Elswick (Lancashire)
Elswick is een civil parish in het bestuurlijke gebied Fylde, in het Engelse graafschap Lancashire. In 2001 telde het dorp 1057 inwoners.